# Chuck Robb
Chuck Robb (Phoenix, 1939. június 26. –) az Amerikai Egyesült Államok szenátora (Virginia, 1989–2001).